# АЭС Гранд-Галф
АЭС Гранд-Галф (англ. Grand Gulf Nuclear Generating Station) — действующая атомная электростанция на юге США.
Станция расположена на берегу реки Миссисипи в округе Клейборн штата Миссисипи в 57 милях на юго-запад от города Джэксон.
Введена в строй в 1985 году, имеет единственный энергоблок с кипящим водяным реактором (BWR) мощностью 1266 МВт производства General Electric. Для охлаждения используется 158-метровая градирня. Оператор станции — компания Entergy Nuclear, Inc.
Энергоблок № 1 АЭС Гранд-Галф был пущен в эксплуатацию 1985 году. Проект предусматривал сооружение еще двух энергоблоков, однако конкретные сроки при этом не называются.
19 июля 2012 года Комиссия по ядерному регулированию (NRC) США одобрила заявку компании Entergy Operations Inc. на повышение электрической мощности АЭС Гранд-Галф. Электрическую мощность энергоблока № 1 планируется поднять на 15 %, с 1300 до 1500 МВт. Проведенная комиссией оценка подтвердила возможность безопасного повышения производительности реактора за счет «замены значительной части» узлов и систем. Речь идет, прежде всего, о замене роторов турбины насосов питательной воды, контрольно-измерительной системы для нейтронного потока в диапазоне рабочих мощностей, пароосушителя и турбины высокого давления. Работы по модернизации оборудования будут выполнены в ходе очередного планового останова энергоблока на перегрузку топлива.

## Информация об энергоблоках
| Энергоблок   | Тип реакторов       | Мощность | Мощность | Начало строительства | Физпуск    | Подключение к сети | Ввод в эксплуатацию | Закрытие |
| Энергоблок   | Тип реакторов       | Чистый   | Брутто   | Начало строительства | Физпуск    | Подключение к сети | Ввод в эксплуатацию | Закрытие |
| ------------ | ------------------- | -------- | -------- | -------------------- | ---------- | ------------------ | ------------------- | -------- |
| Гранд-Галф-1 | BWR, BWR-6 (Mark 3) | 1419 МВт | 1500 МВт | 04.05.1974           | 18.08.1982 | 20.10.1984         | 01.07.1985          | —        |